# Campeonato Mundial de Atletismo de 2013 - 400 m masculino
A prova dos 400 metros masculino do Campeonato Mundial de Atletismo de 2013 foi disputada entre 11 a 13 de agosto no Estádio Lujniki, em Moscou.

## Recordes
Antes desta competição, os recordes mundiais e do campeonato nesta prova eram os seguintes:
| Tipo                  | Atleta          | Tempo | Local   | Data                 | Ref |
| --------------------- | --------------- | ----- | ------- | -------------------- | --- |
|                       | Michael Johnson | 43.18 | Sevilha | 26 de agosto de 1999 | ver |
| Recorde do campeonato | Michael Johnson | 43.18 | Sevilha | 26 de agosto de 1999 | ver |

## Medalhistas
| Ouro                  | Prata             | Bronze                |
| LaShawn Merritt (USA) | Tony McQuay (USA) | Luguelín Santos (DOM) |

## Cronograma
| Data         | Hora  | Evento    |
| ------------ | ----- | --------- |
| 11 de agosto | 11:05 | Baterias  |
| 12 de agosto | 20:05 | Semifinal |
| 13 de agosto | 21:50 | Final     |

## Resultados

### Baterias
Qualificação: Os 4 de cada bateria (Q) e os 4 mais rápidos (q) avançam para a semifinal.
| Classificação | Bateria | Faixa | Nome                     | Nacionalidade        | Tempo | Notas   |
| ------------- | ------- | ----- | ------------------------ | -------------------- | ----- | ------- |
| 1             | 3       | 6     | LaShawn Merritt          | Estados Unidos       | 44.92 | Q       |
| 2             | 5       | 7     | Kirani James             | Granada              | 45.00 | Q       |
| 3             | 1       | 4     | Tony McQuay              | Estados Unidos       | 45.06 | Q       |
| 4             | 2       | 5     | Anderson Henriques       | Brasil               | 45.13 | Q, PB   |
| 5             | 3       | 8     | Deon Lendore             | Trinidad e Tobago    | 45.17 | Q       |
| 6             | 5       | 2     | Jarrin Solomon           | Trinidad e Tobago    | 45.19 | Q, PB   |
| 7             | 5       | 8     | Javere Bell              | Jamaica              | 45.20 | Q       |
| 8             | 4       | 8     | Luguelín Santos          | República Dominicana | 45.23 | Q       |
| 9             | 1       | 2     | Jonathan Borlée          | Bélgica              | 45.24 | Q       |
| 10            | 4       | 7     | Kevin Borlée             | Bélgica              | 45.32 | Q       |
| 11            | 2       | 7     | Javon Francis            | Jamaica              | 45.37 | Q       |
| 12            | 2       | 6     | Matteo Galvan            | Itália               | 45.39 | Q, PB   |
| 12            | 2       | 2     | Yousef Masrahi           | Arábia Saudita       | 45.39 | Q       |
| 12            | 4       | 5     | Chris Brown              | Bahamas              | 45.39 | Q       |
| 15            | 4       | 2     | Nigel Levine             | Grã-Bretanha         | 45.41 | Q       |
| 16            | 3       | 3     | Pavel Maslák             | Chéquia              | 45.44 | Q       |
| 17            | 2       | 3     | Arman Hall               | Estados Unidos       | 45.45 | q       |
| 18            | 1       | 3     | Nick Ekelund-Arenander   | Dinamarca            | 45.50 | Q       |
| 19            | 3       | 5     | José Meléndez            | Venezuela            | 45.82 | Q, PB   |
| 20            | 5       | 3     | Gustavo Cuesta           | República Dominicana | 45.93 | Q       |
| 21            | 4       | 3     | Omar Johnson             | Jamaica              | 45.97 | q       |
| 22            | 2       | 4     | Brian Gregan             | Irlanda              | 46.04 | q       |
| 23            | 1       | 5     | Nery Brenes              | Costa Rica           | 46.16 | Q       |
| 24            | 4       | 4     | Yuzo Kanemaru            | Japão                | 46.18 | q       |
| 25            | 3       | 7     | Vladimir Krasnov         | Rússia               | 46.23 |         |
| 26            | 5       | 4     | Wayde van Niekerk        | África do Sul        | 46.37 |         |
| 27            | 3       | 4     | LaToy Williams           | Bahamas              | 46.65 |         |
| 28            | 5       | 5     | Kevin Moore              | Malta                | 47.52 |         |
| 29            | 1       | 6     | Ramon Miller             | Bahamas              | 47.53 |         |
| 30            | 5       | 6     | Angelo Garland           | Turcas e Caicos      | 48.65 |         |
| 31            | 3       | 2     | Ak Hafiy Tajuddin Rositi | Brunei               | 49.98 |         |
| 32            | 2       | 8     | Hamdinou Cheikh El Wely  | Mauritânia           | 52.33 | PB      |
| 99            | 1       | 7     | Yoandys Lescay           | Cuba                 | DQ    | R 163.3 |
| 99            | 4       | 6     | Daniel Aleman            | Nicarágua            | DQ    | R 163.3 |
| 99            | 1       | 8     | Zaw Win Thet             | Myanmar              | DQ    | R 163.3 |

### Semifinal
Qualificação: Os 2 de cada bateria (Q) e os 2 mais rápidos (q) avançam para a final.
| Classificação | Bateria | Faixa | Nome                   | Nacionalidade        | Tempo | Notas |
| ------------- | ------- | ----- | ---------------------- | -------------------- | ----- | ----- |
| 1             | 2       | 6     | LaShawn Merritt        | Estados Unidos       | 44.60 | Q     |
| 2             | 1       | 8     | Yousef Masrahi         | Arábia Saudita       | 44.61 | Q, NR |
| 3             | 1       | 3     | Tony McQuay            | Estados Unidos       | 44.66 | Q     |
| 4             | 3       | 4     | Kirani James           | Granada              | 44.81 | Q     |
| 5             | 3       | 6     | Luguelín Santos        | República Dominicana | 44.83 | Q     |
| 6             | 3       | 7     | Pavel Maslák           | Chéquia              | 44.84 | q, NR |
| 7             | 2       | 3     | Jonathan Borlée        | Bélgica              | 44.85 | Q     |
| 8             | 1       | 5     | Anderson Henriques     | Brasil               | 44.95 | q, PB |
| 9             | 1       | 4     | Kevin Borlée           | Bélgica              | 45.03 |       |
| 10            | 2       | 8     | Chris Brown            | Bahamas              | 45.18 | SB    |
| 11            | 3       | 5     | Jarrin Solomon         | Trinidad e Tobago    | 45.43 |       |
| 12            | 2       | 4     | Deon Lendore           | Trinidad e Tobago    | 45.47 |       |
| 13            | 3       | 2     | Arman Hall             | Estados Unidos       | 45.54 |       |
| 14            | 3       | 8     | Nigel Levine           | Grã-Bretanha         | 45.60 |       |
| 15            | 1       | 6     | Javon Francis          | Jamaica              | 45.62 |       |
| 16            | 2       | 5     | Matteo Galvan          | Itália               | 45.69 |       |
| 17            | 3       | 3     | Javere Bell            | Jamaica              | 45.77 |       |
| 18            | 1       | 7     | Nick Ekelund-Arenander | Dinamarca            | 45.89 |       |
| 19            | 2       | 1     | Omar Johnson           | Jamaica              | 45.89 |       |
| 20            | 2       | 2     | Gustavo Cuesta         | República Dominicana | 45.93 |       |
| 21            | 1       | 2     | Brian Gregan           | Irlanda              | 45.98 |       |
| 22            | 2       | 7     | José Meléndez          | Venezuela            | 46.22 |       |
| 23            | 1       | 1     | Yuzo Kanemaru          | Japão                | 46.28 |       |
| 24            | 3       | 1     | Nery Brenes            | Costa Rica           | 46.34 |       |

### Final
A final foi iniciada às 21:50
| Colocação         | Faixa | Nome               | Nacionalidade        | Tempo | Notas  |
| ----------------- | ----- | ------------------ | -------------------- | ----- | ------ |
| Medalha de ouro   | 6     | LaShawn Merritt    | Estados Unidos       | 43.74 | PB, WL |
| Medalha de prata  | 4     | Tony McQuay        | Estados Unidos       | 44.40 | PB     |
| Medalha de bronze | 7     | Luguelín Santos    | República Dominicana | 44.52 | SB     |
| 4                 | 8     | Jonathan Borlée    | Bélgica              | 44.54 | SB     |
| 5                 | 1     | Pavel Maslák       | Chéquia              | 44.91 |        |
| 6                 | 3     | Yousef Masrahi     | Arábia Saudita       | 44.97 |        |
| 7                 | 5     | Kirani James       | Granada              | 44.99 |        |
| 8                 | 2     | Anderson Henriques | Brasil               | 45.03 |        |

Legenda
| Recorde mundial       | Recorde mundial (World record)               |                       | Recorde africano                      | Recorde africano (African) |                                           | Q | Classificado por posição (Qualified) |
| Recorde do campeonato | Recorde do campeonato (Championship record)  | Recorde da América    | Recorde da América (Americas)         | q                          | Classificado por melhor tempo (Qualified) |   |                                      |
| Melhor marca do ano   | Melhor marca do ano (World leading)          | Recorde asiático      | Recorde asiático (Asian)              | DNS                        | Não largou (Did not start)                |   |                                      |
| Recorde nacional      | Recorde nacional (National record)           | Recorde europeu       | Recorde europeu (European)            | DNF                        | Não terminou (Did not finish)             |   |                                      |
| Recorde pessoal       | Recorde pessoal do atleta (Personal best)    | Recorde da Oceania    | Recorde da Oceania (Oceania)          | DSQ / DQ                   | Desclassificado (Disqualified)            |   |                                      |
| Recorde da temporada  | Recorde da temporada do atleta (Season best) | Recorde sul-americano | Recorde sul-americano (South America) | NM                         | Sem marca (No mark)                       |   |                                      |